# Franz-Xaver Kaufmann
Franz-Xaver Kaufmann (* 22. August 1932 in Zürich; † 7. Januar 2024 in Bonn) war ein Schweizer Soziologe, der ab 1963 in Deutschland lebte. Er gründete und prägte maßgeblich die Soziologie des Wohlfahrtsstaates. Er widmete sich der Erforschung des modernen Sozialstaats, der Demografie und der Familienentwicklung sowie der Religionssoziologie.

## Leben
Franz-Xaver Kaufmann wuchs als fünftes Kind in einer überzeugt katholischen Familie in einer von der reformierten Kirche geprägten Stadt auf. Der Familientradition folgend – sein Vater war Anwalt – studierte er Jura an der Universität Zürich und Wirtschaftswissenschaften an der Hochschule St. Gallen. 1957/58 studierte er bei Raymond Aron und Georges Gurvitch in Paris Soziologie. 1960 promovierte er bei den Nationalökonomen Walter Adolf Jöhr und Emil Küng in St. Gallen.
Ab 1963 lebte Kaufmann in Deutschland. Nach praktischer Tätigkeit in der Personalabteilung eines schweizerischen Chemiekonzerns arbeitete er an der Sozialforschungsstelle an der Universität Münster in Dortmund bei Helmut Schelsky und habilitierte sich gleichzeitig an der Westfälischen Wilhelms-Universität in Münster (1968). Er gehörte zu den Mitgründern der Fakultät für Soziologie der Universität Bielefeld und wirkte dort von 1969 bis zu seiner Emeritierung (1997) als Professor für Sozialpolitik und Soziologie. Von 1979 bis 1983 war er Direktor am Zentrum für interdisziplinäre Forschung der Universität Bielefeld, von 1980 bis 1992 am von ihm ebenda gegründeten Institut für Bevölkerungsforschung und Sozialpolitik.
Ab 1998 war Franz-Xaver Kaufmann ordentliches Mitglied der Nordrhein-Westfälischen Akademie der Wissenschaften und der Künste. Von 2013 bis 2016 war er Sprecher des Senats der Schader-Stiftung. Zuletzt lebte er in einer Seniorenresidenz in Bonn. Kaufmann starb Anfang Januar 2024 im Alter von 91 Jahren.

## Wirken
Zu seinen Hauptarbeitsgebieten gehörten die Geschichte und Theorie der Sozialpolitik, ferner Familien- und Religionssoziologie. Seine Soziologie der Sozialpolitik ist steuerungstheoretisch und wirkungsanalytisch orientiert. Beiträge zur Theorie des Sozialstaats betonen dessen normative Grundlagen und gesellschaftstheoretische Implikationen. Er betonte die Bedeutung der Familie für die gesellschaftliche Wohlfahrtsproduktion und brachte durch seine Mitwirkung am 5. Familienbericht der Bundesregierung (1994) diese Perspektive auch in die politischen Debatten ein. Seine Beiträge zur Religionssoziologie beziehen sich vor allem auf eine Soziologie des Katholizismus, dem er durch zahlreiche Beratungstätigkeiten verbunden war.

## Auszeichnungen
Franz-Xaver Kaufmann war langjähriger Vorsitzender des Wissenschaftlichen Rates der Katholischen Akademie in Berlin. Im März 2007 wurde ihm für sein jahrelanges ehrenamtliches Engagement von Georg Kardinal Sterzinsky die höchste Auszeichnung des Erzbistums Berlin, die „Silberne Hedwigsmedaille“, verliehen. Ebenfalls 2007 wurde ihm der Schader-Preis für seine Verdienste im Dialog zwischen Gesellschaftswissenschaften und Praxis zugesprochen. Die Universität Bielefeld ernannte Kaufmann 2009 für seine Verdienste um die Universität zum Ehrensenator. Im Juni 2012 wurde ihm von der Katholischen Fakultät der Westfälischen Wilhelms-Universität Münster die Ehrendoktorwürde verliehen. Anfang Oktober 2012 wurde Kaufmann für sein herausragendes wissenschaftliches Lebenswerk von der Deutschen Soziologischen Gesellschaft ausgezeichnet. Im selben Jahr erhielt er auch den Heinrich-Brauns-Preis.

## Schriften (Auswahl)
- Katholische Kirchenkritik: Edition Exodus, Luzern 2022.
- Zwischen Wissen und Glauben. Herder, Freiburg i. Br. 2014.
- Christentum – Moderne – Politik. Schöningh, Paderborn 2014.
- Soziologie und Sozialethik. Academic Press, Fribourg 2013.
- Schrumpfende Gesellschaft. Vom Bevölkerungsrückgang und seinen Folgen; Suhrkamp, Frankfurt am Main 2005. Lizenzausgabe der Bundeszentrale für politische Bildung, Bonn 2005. 3. Auflage 2007.
- Sozialpolitisches Denken: Die deutsche Tradition. Suhrkamp, Frankfurt am Main 2003.
- Varianten des Wohlfahrtsstaats. Der deutsche Sozialstaat im internationalen Vergleich. Suhrkamp, Frankfurt am Main 2003. 6. Auflage 2016.
- Die Entstehung sozialer Grundrechte und die wohlfahrtsstaatliche Entwicklung; Schöningh, Paderborn 2003.
- Sozialpolitik und Sozialstaat. Soziologische Analysen. Leske + Budrich, Opladen 2002. 2. und 3., erweiterte Auflagen: VS, Wiesbaden 2005 und 2009.
- Wie überlebt das Christentum? Herder, Freiburg i. Br., 1. und 2. Auflage 2000.
- Herausforderungen des Sozialstaats. Suhrkamp, Frankfurt am Main 1997. 6. Auflage 2004.
- Zukunft der Familie. Beck, München 1990. Erweiterte Auflage 1995.
- Der Ruf nach Verantwortung. Risiko und Ethik in einer unüberschaubaren Welt. Herder, Freiburg i. Br. 1992.
- Religion und Modernität. Sozialwissenschaftliche Analysen. Mohr (Paul Siebeck), Tübingen 1989.
- (Mitverfasser): Sozialpolitik und familiale Sozialisation. Zur Wirkungsweise öffentlicher Sozialleistungen. Kohlhammer, Stuttgart 1980.
- Kirche begreifen. Analysen und Thesen zur gesellschaftlichen Verfassung des Christentums. Herder, Freiburg i. Br. 1979.
- Sicherheit als soziologisches und sozialpolitisches Problem. Untersuchungen zu einer Wertidee hochdifferenzierter Gesellschaften. Enke, Stuttgart 1970. 2. Auflage 1973.
- Die Überalterung – Ursachen, Verlauf, wirtschaftliche und soziale Auswirkungen des demographischen Alterungsprozesses;  Polygraphischer Verlag, Zürich/St. Gallen 1960.